# ザウエル&ゾーン
ザウアー&ゾーン（独: Sauer & Sohn）は1751年にドイツのズールで創設された銃器メーカーである。

## 歴史
1751年、ヨハン・パウル・ザウアーが、ドイツのズールでパーカッションピストルの製造を始める。当時の社名はJ・P・ザウアー・ゾーンであった。以降、ゾーン一族はズールを本拠地として代々銃を製造してきた。
1900年には、上下二本の銃身を持ち、回転式弾倉を備え、4発の弾丸が発射できるバー・ピストルを開発。その後、オーストリア人G・ロートの開発した機構を組み込んだ、ロート・ザウアー・ピストルを製造し始め、以降中・小型のセミ・オートマチック拳銃を中心に開発と生産を続けた。
ドイツが第二次世界大戦に敗れ、ズールが東ドイツに組み込まれると、ザウアー一家は西ドイツのデュッセルドルフに逃れ、ここでザウアー・ゾーン社を再開、アメリカへ輸出するためのリボルバーの生産を始めた。その後、1951年にはドイツ北部のバルト海に面したエッカーンフェルデに拠点を移した。
1970年に、スイスのSIG社の小火器部門に、レンツブルクのHämmerli Target Armsと共に合併し、SIG社製自動拳銃の生産を引き受けた。
1980年、スイスのSIGがザウアー・ゾーン社の筆頭株主となったため、以後同社はSIGザウアー拳銃シリーズの大半の開発・設計、および製造を担当する。2000年には、ドイツ人投資家が株式とSIGの商標を取得したため、SIGは「スイス・アームズ」と社名を変更、ザウアー・ゾーン社はSIGの傘下から外れ、社名を創設時のJ・P・ザウアー・ゾーンに変更した。このドイツ人投資家が「SIGザウアー」の商標も所有したことにより、同社は以後も「SIGザウアー」ブランドの拳銃と、「ザウアー」ブランドによるライフルの製造を続けている。

## 「Sauer」の日本語表記について
「Sauer」は従来、日本語で「ザウエル」と表記されてきたが（舞台ドイツ語的な読み方）、標準ドイツ語の発音に忠実な表記では「ザウアー」と書かれる。また、英語での発音に基づいて「サワー」と書かれることもある。

## 代表的な製品

### 拳銃
- WTP M1928
- ザウエル＆ゾーン M1934
- ザウエル&ゾーン 38H
- ザウエル＆ゾーン サン・パオロ
- サン・パオロ シングル・アクション・アーミー
- P220
- P226
- P228
- P239
- P230
- P250
- SP2340
- MOSQUITO
- P238
- P320

### 小銃
- M30
- M200
- S 202
- S 303
- SSG-2000
- SSG-3000
- STR 200
- SIG sport 550